# Amandine Gay
Pour les articles homonymes, voir Gay (patronyme).
Amandine Gay est une réalisatrice, comédienne, autrice et afroféministe française née le 16 octobre 1984. Son premier film, Ouvrir la voix est un documentaire donnant la parole aux femmes noires de France.

## Biographie

### Enfance
Amandine Gay est née sous X d'un père martiniquais et d'une mère marocaine le 16 octobre 1984 en France,. Sa mère et son père adoptifs, blancs, représentants des classes populaires, sont respectivement institutrice et cantonnier et vivent dans un village proche de Lyon. Elle est sensible au mépris de classe dont ils sont victimes.
Lors de son adoption, la famille a déjà un fils noir de 12 ans. Ce frère aîné a joué un rôle important dans sa « construction de la négritude ». Il lui a notamment montré des représentations positives de personnes qui leur ressemblaient telles que Surya Bonaly, noire et adoptée.
Amandine Gay a une passion pour le basket-ball depuis l'âge de 8 ans.

### Adulte
En 2015, ne se voyant pas fonder une famille en France où les institutions n'offrent « rien qui ne puisse donner de la fierté aux enfants noirs », elle s'installe au Canada à Montréal pour pouvoir poursuivre ses recherches et réaliser des films sur des thématiques liées aux conditions minoritaires, en écho à sa propre expérience, comme « l'adoption, par des familles blanches, d'enfants “racisés” ».
Elle co-fonde en 2017 la société Bras de Fer Production et Distribution avec son compagnon qu'elle présente comme « un homme blanc issu de la bourgeoisie ».

### Formation
Amandine Gay est diplômée de l'Institut d'études politiques de Lyon, terminant son cursus de journalisme en Australie. Elle a également fait un stage à l'école documentaire de Lussas. À la suite de cela, elle intègre en 2008, le conservatoire d'art dramatique du 16e arrondissement de Paris.
En 2017, elle obtient une maîtrise en sociologie à l'université du Québec à Montréal.

### Parcours professionnel

#### Comédienne
Après ses études, elle commence à travailler comme comédienne. Cependant, après quelques mois d'activité, elle constate qu'elle interprète toujours le même type de rôles stéréotypés (droguée, prostituée, sans-papiers, accent antillais). Son agent lui apprend alors que bien qu'elle envoie son profil pour des rôles divers correspondant à sa tranche d'âge, elle n'obtient de réponse que quand il est spécifié dans le scénario que le personnage est une Noire,.
Elle a également été performeuse burlesque.

#### Réalisatrice
Les deux documentaires réalisés avant 2021 par Amandine Gay abordent des dimensions autobiographiques de la réalisatrice.

#### Ouvrir la voix
De son constat naît son envie de devenir réalisatrice pour promouvoir sa vision des femmes noires et aussi pour pouvoir jouer les rôles qui l'intéressent. Elle écrit des programmes courts pour la télévision mais peine à trouver ses financements. Elle explique que les producteurs, étant selon elle majoritairement des hommes blancs d'une cinquantaine d'années, ne reconnaissent pas leur expérience de la société dans les programmes qu'elle développe. Elle co-écrit notamment une fiction, une satire des magazines féminins, intitulée Medias Tartes. Un des personnages, une sommelière noire et lesbienne, rencontre l'incompréhension des investisseurs potentiels, arguant qu'une telle personne n'existe pas en France, alors que justement il est inspiré d'elle-même.
Elle commence à réaliser, en avril 2014, son documentaire Ouvrir la voix, grâce à une campagne de crowdfunding, sans le soutien du Centre national du cinéma et de l'image animée (CNC) qui n'a pas souhaité soutenir ce long métrage. Dans le film, qui paraît en 2016, elle réunit 24 femmes — des Afro-descendantes, citoyennes, militantes, ingénieures, chercheuses ou blogueuses —. Ouvrir la voix traite, selon les mots d'Amandine Gay « de la signification de la construction sociale de la race dans des pays à l'histoire coloniale ou esclavagiste ». En 2017, le documentaire reçoit l'Out d'or de la création artistique et le prix du public aux Rencontres internationales du documentaire de Montréal.

#### Une histoire à soi
Dans le documentaire Une histoire à soi (2021), elle donne la parole à cinq personnes adoptées à l'étranger par des familles françaises ; ces personnes sont originaires du Rwanda, du Brésil, du Sri Lanka, de la Corée du Sud et d'Australie. Le film traite de construction identitaire, de déracinement et d'acculturation. Une histoire à soi fait ressortir le fait que les adoptions transnationales et transraciales ont un impact émotionnel et psychologique sur les adoptés au cours de la construction de leur identité. Ce type d'adoption a aussi des conséquences sur les familles adoptantes blanches.

### Militantisme

#### Afroféminisme
Amandine Gay milite un temps à Osez le féminisme !, déclarant a posteriori avoir été la « caution noire » de l'association tout en n'étant pas en accord avec la ligne sur les questions antiracistes et LGBT,. Elle est depuis engagée dans l'afroféminisme.
En novembre 2020, elle interpelle sur Twitter Julien Bayou, secrétaire national d'Europe Écologie-Les Verts, pour son utilisation du mot « lynchage » afin de qualifier des violences envers des policiers blancs. Celui-ci présente des excuses,.

#### Adoption
En 2017, elle crée le « Mois des adopté·e·s »,. Elle soutient la réappropriation de la narration des femmes noires et des personnes adoptées. À travers ses documentaires elle souhaite mettre en avant l'expertise développée par celles et ceux à qui font l'expérience des discriminations du racisme et/ou du sexisme racialisé. Elle souhaite contrer le fait que l'on ait souvent entendu parler de ces personnes à travers la voix d'experts n'ayant pas vécu ces expériences. Elle se considère dans la lignée de l'intime politique.
Amandine Gay défend l'idée que la charge de la pédagogie raciale ne doit pas reposer sur les adoptées, mais sur les institutions qui s'occupent des adoptions. Cela dans le but d'éviter l'acculturation des adoptées. Elle critique le fait qu'aucun budget n'est alloué dans l'accompagnement d'une personne adoptée jusqu'à l'âge adulte, et notamment à l'adolescence lors des crises identitaires.
Elle défend aussi l'idée qu'il devrait exister un prérequis des parents blancs adoptant un enfant noir, celui de la sociabilité avec les personnes noires. Selon elle, « cela leur permettra d'avoir des outils, même les plus simples, comme la manière de prendre soin des cheveux crépus ou de la peau d'un enfant noir. » De plus, elle est d'avis que « cela les amènera aussi à se questionner sur leurs préjugés racistes, car tout humain en est pourvu ».

## Publications
- 2015 : préface « Lâche le micro ! 150 ans de luttes des femmes noires pour le droit à l'auto-détermination » pour la traduction française du premier livre de bell hooks, Ne suis-je pas une femme ? Femmes noires et féminisme, éditions Cambourakis, septembre 2015[22]  (ISBN 9782366241624)
- 2015 : article « Deny and Punish: A French History of Concealed Violence. The Charlie Hebdo Attacks and Their Aftermath », revue Occasion[23],[24]
- 2015 : article « L'expérience des racisées en milieu universitaire : entre résistance, agency et lutte pour la légitimité », 7e Congrès international des recherches féministes dans la francophonie (CIRFF)[25]
- 2018 : collectif, Éloges des mauvaise herbes : ce que nous devons à la ZAD. La crise d'une utopie blanche ?, coordonné par Jade Lindgaard, Paris, L'Arche, p. 157–165[26]
- 2018 : collectif, Décolonisons les arts !, sous la direction de Leïla Cukierman, Gerty Dambury et Françoise Vergès[27],[28]
- 2019 : collectif, Reach everyone on the Planet… What's a word?, coordonné par Kimberlé Crenshaw[29]
- 2021 : préface du collectif, Lettres du Bangwe, Paris, éditions Bora, 348 p., p. 11–15[30]
- 2021 (paru le 23 septembre 2021) : Une poupée en chocolat, éditions La Découverte[3],[31]

## Filmographie
Sauf indication contraire, les informations mentionnées dans cette section peuvent être confirmées par la base de données cinématographiques IMDb,  présente dans la section « Liens externes ».

### Actrice
- 2010 : Hors de l'abri, court métrage de Céline Guénot : Aminata[32]
- 2013 : Au nom de la vérité, épisode Le Retour d'une ex : Patricia

### Réalisatrice
- 2017 : Ouvrir la voix (documentaire), réalisatrice, monteuse, productrice et distributrice avec sa société Bras de Fer Out d'or : prix de la création artistique (partagé avec Robin Campillo), juin 2017[14].
Rencontres internationales du documentaire de Montréal : prix du public / People's Choice Award, novembre 2017[15].
FestiFrance Brasil : prix du meilleur documentaire, septembre 2018[réf. nécessaire].
- 2021 : Une histoire à soi (documentaire)